# Joseph Aidoo
Joseph Aidoo, född den 29 september 1995, är en ghanansk fotbollsspelare som spelar för Celta Vigo. Aidoo har även representerat Ghana på U20-nivå i både Afrikanska mästerskapet och VM.

## Karriär
Aidoo kom till Hammarby under sommaren 2015 från Inter Allies på lån resten av säsongen 2015, i låneavtalet finns även en köpoption. Han gjorde debut för klubben 25 oktober 2015 mot Malmö FF och blev där utsedd till Hammarbys bästa spelare. Den 23 november 2015 meddelade Hammarby att de hade utnyttjat köpoptionen och skrivit ett treårskontrakt med Aidoo.
I juli 2019 värvades Aidoo av spanska Celta Vigo, där han skrev på ett femårskontrakt. I februari 2022 förlängde Aidoo sitt kontrakt i klubben fram till sommaren 2026.